# Rong Xie
Rong Xie (* 6. Mai 1986) ist eine ehemalige chinesische Leichtathletin, die sich auf den Sprint spezialisiert hat. 2004 wurde sie Hallenasienmeisterin im 200-Meter-Lauf.

## Sportliche Laufbahn
Rong Xie nahm nur an einer internationalen Meisterschaft, den Hallenasienmeisterschaften 2004 in Teheran teil und siegte dort in 23,91 s im 200-Meter-Lauf.

## Persönliche Bestzeiten
- 200 Meter: 23,57 s (−0,5 m/s), 26. Oktober 2003 in Changsha
  - 200 Meter (Halle): 23,91 s, 7. Februar 2004 in Teheran